# Ступно (Сисак)
Ступно (хорв. Stupno) — населений пункт у Хорватії, в Сисацько-Мославинській жупанії у складі міста Сисак.

## Населення
Населення за даними перепису 2011 року становило 484 осіб.
Динаміка чисельності населення поселення:

## Клімат
Середня річна температура становить 10,99 °C, середня максимальна – 25,60 °C, а середня мінімальна – -6,15 °C. Середня річна кількість опадів – 908 мм.
| Клімат поселення                              | Клімат поселення | Клімат поселення | Клімат поселення | Клімат поселення | Клімат поселення | Клімат поселення | Клімат поселення | Клімат поселення | Клімат поселення | Клімат поселення | Клімат поселення | Клімат поселення | Клімат поселення |
| Показник                                      | Січ.             | Лют.             | Бер.             | Квіт.            | Трав.            | Черв.            | Лип.             | Серп.            | Вер.             | Жовт.            | Лист.            | Груд.            |                  |
| Середній максимум, °C                         | 6,56             | 8,64             | 13,22            | 17,70            | 22,66            | 25,60            | 24,56            | 23,77            | 20,11            | 14,94            | 9,45             | 5,23             |                  |
| Середня температура, °C                       | 0,20             | 2,30             | 6,90             | 11,32            | 16,30            | 19,24            | 20,84            | 20,02            | 16,38            | 11,20            | 5,70             | 1,49             |                  |
| Середній мінімум, °C                          | −6,15            | −4,07            | 0,51             | 4,99             | 9,95             | 12,89            | 17,09            | 16,28            | 12,62            | 7,45             | 1,95             | −2,25            |                  |
| Норма опадів, мм                              | 55               | 53               | 61               | 73               | 80               | 91               | 81               | 86               | 83               | 86               | 90               | 69               |                  |
| Середньомісячна швидкість вітру, м/с          | 1.80             | 2.00             | 2.40             | 2.30             | 2.10             | 1.90             | 1.90             | 1.70             | 1.70             | 1.78             | 1.80             | 1.80             |                  |
| Середньомісячна сонячна радіація, кДж/м²·день | 4238             | 6972             | 10678            | 15146            | 19366            | 21491            | 22514            | 19537            | 14392            | 8886             | 4684             | 3429             |                  |
| --------------------------------------------- | ---------------- | ---------------- | ---------------- | ---------------- | ---------------- | ---------------- | ---------------- | ---------------- | ---------------- | ---------------- | ---------------- | ---------------- | ---------------- |
| Джерело:                                      |                  |                  |                  |                  |                  |                  |                  |                  |                  |                  |                  |                  |                  |